# Robert Dorer

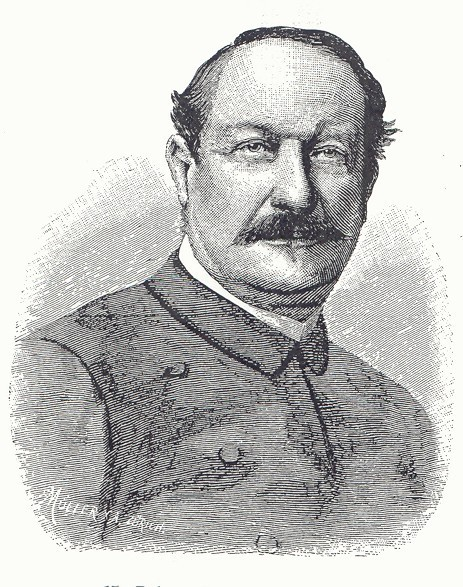
Robert Dorer

Eugen Robert Dorer (* 13. Februar 1830 in Baden; † 13. April 1893 ebenda) war ein Schweizer Bildhauer und Medailleur.

## Leben
Dorer war ein Sohn des Schriftstellers und Landammanns des Kantons Aargau Ignaz Eduard Dorer und dessen Frau (⚭ 18. Februar 1827) Marie Anna Hilaria Elise Egloff (* 15. September 1802–6. Dezember 1869). Er hatte mehrere Geschwister, darunter den Schriftsteller Edmund Dorer (1831–1890). Er studierte ab 1846 (laut Matrikelbuch November 1847) bei Ludwig Schwanthaler Bildhauerei an der Akademie der Bildenden Künste München und ging 1848 nach Dresden, um sich ab 1850 unter der Leitung Ernst Rietschel, und nach dessen Tod bei Ernst Hähnel weiter auszubilden. Hier arbeitet er am Goethe-Schiller-Denkmal Rietschels in Weimar mit und fertigte als selbständiges Werk einen überlebensgroßen sterbenden Krieger. Im Jahr 1860 unternahm er eine Reise nach Italien und hielt sich bis 1863 in Rom auf. Abschließend verbrachte er einige Zeit im Atelier von Ernst Hähnel in Dresden, wo er sich mit einem Entwurf am Wettbewerb für ein Winkelrieddenkmal beteiligte. Später ging er zurück in die Schweiz. In St. Gallen führte er mehrere Aufträge zur Ausschmückung von Bauten aus, darunter allegorische Bekrönungs- und Nischenfiguren für das Gebäude der Versicherungsgesellschaft Helvetia (1876), der Kantonalbank oder des Museums am Brühl. Er beteiligte sich an den Wettbewerben für mehrere Denkmale, so unter anderem für das Teildenkmal in Altdorf, das Denkmal für Heinrich Zschokke in Aarau, das Bubenberg-Denkmal in Bern oder das Denkmal für Joachim Vadian in St. Gallen. Hierfür erhielt er mehrfach zweite Preise und wurde 1863 für den Entwurf zu einem Nationaldenkmal für Genf mit dem ersten Preis bedacht. Er wurde mit der Ausführung des Monumentes beauftragt. Es wurde im Jahr 1869 in Gegenwart des Generals Guillaume Henri Dufour feierlich enthüllt. 1872 eröffnete Dorer ein Atelier in seiner Heimatstadt. Von 1888 bis 1890 war er Mitglied der Eidgenössischen Kunstkommission. Bis zuletzt nahm er an Schweizerischen Turnusausstellungen teil. Zeitlebens verband ihn eine enge Brieffreundschaft mit dem Grafen von Schack in München. Sein künstlerischer Nachlass wurde im Kunstmuseum von St. Gallen aufbewahrt.

## Familie
Dorer war zweimal verheiratet und hatte mehrere Kinder.
- 28. Oktober 1861 mit Amelia (geborene Blumer, 30. August 1838–26. Januar 1914)
  - Eduard Waldemar Robert Arthur Dorer (14. Oktober 1862) wurde Fabrikant in Murg/GL ⚭ 28. November 1904 mit Bertha (geborene Roth, * 24. Dezember 1876)
  - Anna Melanie Dorer (* 27. Juni 1874) ⚭ 13. Mai 1895 Kosmos Schindler von Mollis.
  - ein weiterer Sohn
- mit Gertrud (geborene Markwalder), die Tochter eines Seminarlehrers und Seminarverwalters Markwalder, der später das Restaurant «Telegraph» in Baden besaß.
  - Edmund Dorer, der nach Peru auswanderte.[6]

## Werke

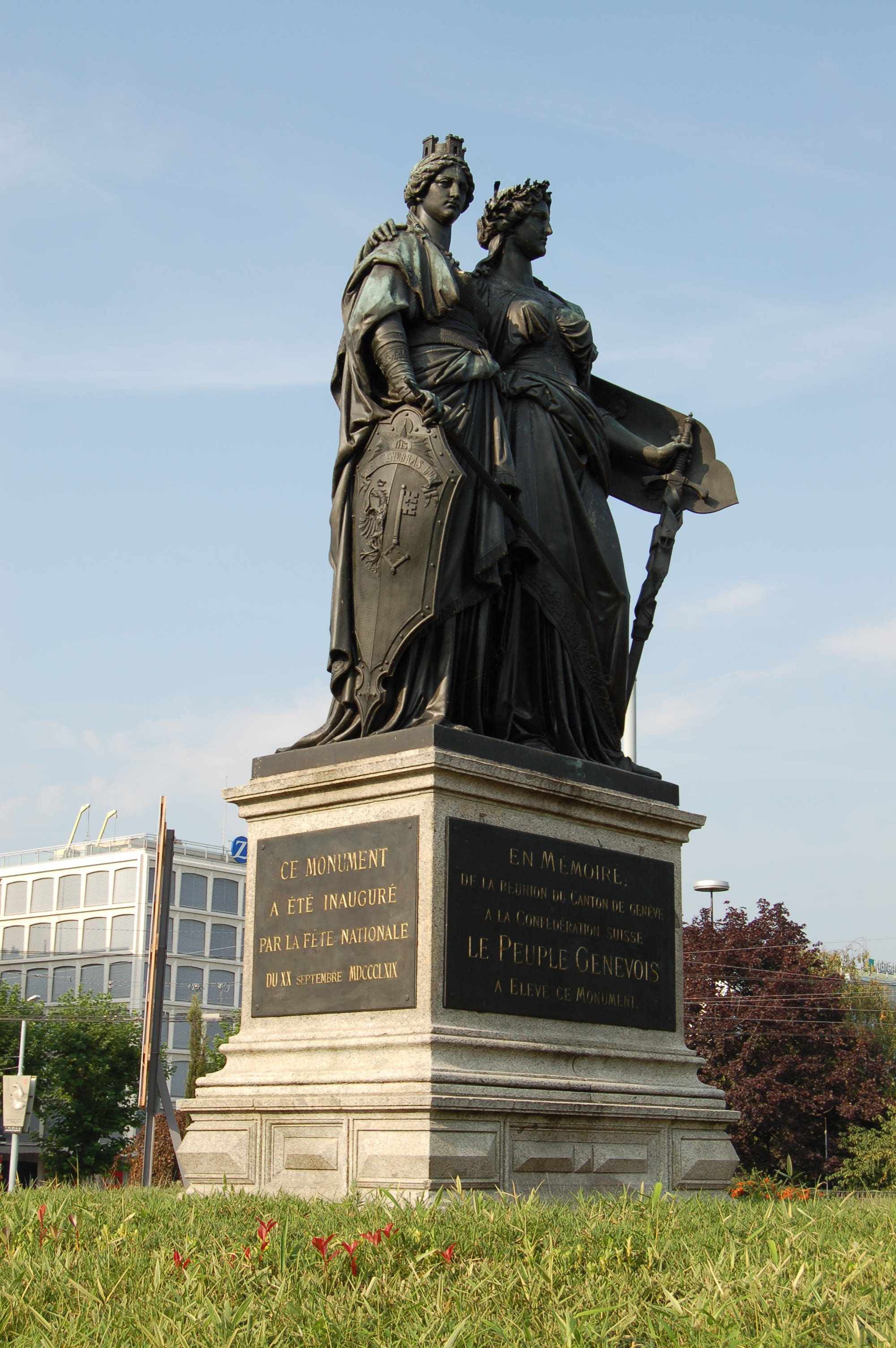
Robert Dorer: Nationaldenkmal im Jardin anglais in Genf

- Dorers erste grössere Arbeit war der Entwurf zum Winkelrieddenkmal in Stans, das schliesslich 1865 von Ferdinand Schlöth ausgeführt wurde.[7]
- Zur Ausführung kam das Nationaldenkmal der Vereinigung der Republik Genf mit der Schweiz, aus zwei zur Gruppe vereinigten Frauengestalten bestehend, im Jardin anglais in Genf („zur Erinnerung an Genfs Eintritt in den Schweizerbund“).
- Ferner dekorierte er die Aussenseite des Berner Gesellschaftsmuseums (heute Kantonalbankgebäude Bern) mit acht Sandsteinstatuen berühmter Staatsmänner und Krieger aus der Geschichte Berns.
- Ein Entwurf zu einem schweizerischen Nationaldenkmal, als Brunnen gedacht, kam vor dem Bundeshaus in Bern zur Aufstellung, wurde jedoch nicht umgesetzt. Es wurde von drei zum feierlichen Bundesschwur vereinigte kräftigen Männergestalten gekrönt. Das Piedestal bestand aus den drei sitzenden Figuren (Germania, Gallia und Italia), die die dreisprachigen Nationalitäten der Schweiz symbolisierten.[5]
- Der prämiierte Entwurf für ein Denkmal Ludwig Uhlands in Tübingen gelangte ebenfalls nicht zur Ausführung.
- Modell für die Vitodura-Statue auf dem Stadthaus von Winterthur (1868).
- Für das aargauische Kantonalschützenfest entwarf er 1891 eine Medaille.